# Championnat de Roumanie de football 1965-1966
Navigation
Saison précédente Saison suivante
La saison 1965-1966 du Championnat de Roumanie de football est la 48e édition de la première division roumaine. Le championnat rassemble les 14 meilleures équipes du pays au sein d'une poule unique, où chaque club rencontre tous ses adversaires deux fois, à domicile et à l'extérieur.
C'est le club du FC Petrolul Ploiești qui met fin au règne du Dinamo Bucarest, tenant depuis quatre saisons, en terminant en tête du championnat. Le Petrolul remporte le 4e titre de champion de Roumanie de son histoire.

## Les 14 clubs participants
| - Dinamo Bucarest - Știința Timișoara - Promu de Divizia B - FC Petrolul Ploiești - Steaua Bucarest - Siderurgistul Galați - Promu de Divizia B - Steagul Roșu Orașul Brașov - Farul Constanța | - UT Arad - Dinamo Pitești - Știința Cluj - FC Rapid Bucarest - Știința Craiova - CSMS Iași - Crișul Oradea |

## Compétition

### Classement
Le classement est établi en utilisant le barème suivant :
- Victoire : 2 points
- Match nul : 1 point
- Défaite, forfait ou abandon : 0 point

| Rang | Équipe                     | Pts | J  | G  | N  | P  | Bp | Bc | Diff |
| ---- | -------------------------- | --- | -- | -- | -- | -- | -- | -- | ---- |
| 1    | Petrolul Ploiești          | 38  | 26 | 16 | 6  | 4  | 47 | 24 | +23  |
| 2    | FC Rapid Bucarest          | 32  | 26 | 15 | 2  | 9  | 46 | 30 | +16  |
| 3    | Dinamo Bucarest (T)        | 28  | 26 | 10 | 8  | 8  | 45 | 33 | +12  |
| 4    | Dinamo Pitești             | 28  | 26 | 12 | 4  | 10 | 46 | 42 | +4   |
| 5    | Steagul Roșu Orasul Brașov | 27  | 26 | 12 | 3  | 11 | 40 | 30 | +10  |
| 6    | CSMS Iași                  | 27  | 26 | 11 | 5  | 10 | 33 | 37 | -4   |
| 7    | Știința Cluj               | 26  | 26 | 8  | 10 | 8  | 34 | 35 | -1   |
| 8    | Știința Craiova            | 25  | 26 | 9  | 7  | 10 | 23 | 38 | -15  |
| 9    | Farul Constanța            | 24  | 26 | 10 | 4  | 12 | 32 | 37 | -5   |
| 10   | UT Arad                    | 24  | 26 | 8  | 8  | 10 | 33 | 40 | -7   |
| 11   | Știința Timișoara (P)      | 23  | 26 | 10 | 3  | 13 | 26 | 36 | -10  |
| 12   | Steaua Bucarest (C)        | 22  | 26 | 6  | 10 | 10 | 34 | 30 | +4   |
| 13   | Crișul Oradea              | 20  | 26 | 6  | 8  | 12 | 26 | 39 | -13  |
| 14   | Siderurgistul Galați (P)   | 20  | 26 | 7  | 6  | 13 | 41 | 55 | -14  |

|  | Qualifié pour la Coupe des clubs champions 1966-1967  |
|  | Qualifié pour la Coupe des Coupes 1966-1967           |
|  | Qualifié pour la Coupe des villes de foires 1966-1967 |
|  | Relégation en Divizia B                               |

## Bilan de la saison
| Tableau d'Honneur                   |                      |
| Compétition                         | Vainqueur            |
| Championnat de Roumanie de football | FC Petrolul Ploiești |
| Coupe de Roumanie de football       | Steaua Bucarest      |

| Qualifications européennes           |                      |
| Compétition                          | Qualifié             |
| Coupe des clubs champions 1966-1967  | FC Petrolul Ploiești |
| Coupe des Coupes 1966-1967           | Steaua Bucarest      |
| Coupe des villes de foires 1966-1967 | Dinamo Pitești       |

| Promotions et relégations |                                         |
| Promus en Divizia A       | FC Progresul Bucarest SC Jiul Petroșani |
| Relégués en Divizia B     | Crișul Oradea Siderurgistul Galați      |